# Zgłobień
Zgłobień is een dorp in de Poolse woiwodschap Subkarpaten. De plaats maakt deel uit van de gemeente Boguchwała en telt 1542 inwoners.